# Emma Paterson
Emma Anne Paterson, de soltera Smith, (Londres, 5 de abril de 1848- Westminster, 1 de diciembre de 1886) fue una feminista y sindicalista inglesa.

## Biografía
Emma Anne Smith nació en Londres el 5 de abril de 1848, era hija de Henry Smith, director de una escuela en St George Hanover Square (fallecido en 1864) y de Emma Dockerill.
En 1867 ejerció de secretaria adjunta en el sindicato del Men's Club and Institute Union, donde adquirió experiencia sindical. En febrero de 1872 comenzó a trabajar  como secretaria en la Sociedad Nacional para el Sufragio de las Mujeres. Renunció al cargo en 1873 cuando se casó con Thomas Paterson (1835-1882), un ebanista y tallador de madera escocés encargado en el Men's Club and Institute Union de organizar la Exposición Internacional de Trabajadores en el Agricultural Hall en 1870. La pareja pasó una larga luna de miel en Estados Unidos.
En 1874 Paterson fundó la Women's Protective and Provident League con el objetivo de crear sindicatos en todos los oficios ejercidos por mujeres. El esquema le fue sugerido por el sindicato de fabricantes de paraguas de Nueva York. Paterson fue secretaria honoraria y organizadora de la Liga de Mujeres hasta su muerte. Entre los miembros de la organización estaba incluida la sufragista Helena Shearer. Aunque en su mayoría  eran hombres y mujeres de clase media alta interesados en la reforma social que querían instruir a las mujeres en el sindicalismo y financiar la creación de los sindicatos. Junto a este grupo, Paterson ayudó a la organización de una huelga de tejedoras en Dewsbury.
A sugerencia de Paterson, se estableció una organización similar en Bristol, llamada National Union of Working Women. Ella hizo hincapié en la importancia del trabajo de las mujeres en el movimiento obrero y su Liga inicialmente tenía como objetivo crear sindicatos exclusivos para mujeres. Esto fue debido, en parte, a la resistencia de algunos de los sindicatos más tradicionales que se oponían al trabajo de las mujeres.  
El primer sindicato de mujeres fundado en 1874 por la liga en Londres fue el de encuadernadoras. Rápidamente le siguieron los sindicatos de tapiceras, camiseras, sastras y modistas. En 1875 Paterson actuó como delegada en el Congreso de Sindicatos de Glasgow en representación de las sociedades de encuadernadoras y tapiceras. Ninguna mujer había sido admitida antes en este congreso. A partir de entonces Paterson asistió a todos los congresos sucesivos hasta su muerte (excepto el de 1882) y con su tacto superó parcialmente los prejuicios de los delegados trabajadores en contra de las mujeres activistas. En nombre de la liga actuó repetidas veces en reuniones públicas en Londres, Oxford y otras ciudades. En febrero de 1876 se convirtió en directora de la publicación Women's Union Journal, en la que se informaba mensualmente de los procedimientos de la liga. Ese mismo año fundó la Women's Printing Society en Westminster. Paterson dedicó todas sus energías a su gestión y llegó a  dominar el oficio de impresora.
El marido de Paterson murió el 15 de octubre de 1882. Ella publicó en 1886, a modo de memorias, su obra póstuma, Un nuevo método de ciencia mental, con aplicaciones a la economía política. El biógrafo de Paterson dijo que los puntos de vista presentados eran "originales y prometedores". A pesar de su creciente mala salud, nunca dejó su trabajo. Murió en su casa de Westminster el 1 de diciembre de 1886. Fue enterrada en el cementerio de Paddington.

## Legado
La recaudación de un fondo en memoria de Paterson se empleó en conseguir oficinas para la asociación en los edificios del Workmen's Club and Institute Union en Clerkenwell Road, labor que se completó en 1893. Entre 1891 y 1903 la Women's Protective and Provident League pasó a llamarse Women's Trade Union League. El hecho de que el movimiento sindical no haya acogido a las mujeres en su seno es un reflejo de la época y del papel de las mujeres en ese contexto. En general, las reivindicaciones de la WTUL fueron las mismas que las de otros sindicatos masculinos, sin embargo se distinguieron por solicitar una prestación por maternidad, hogares cooperativos para mujeres trabajadoras y el voto para todas las mujeres, no solo para las propietarias.